# 1976 Голяма награда на Канада
1976 Голяма награда на Канада е 9-о за Голямата награда на Канада и четиринадесети кръг от сезон 1976 във Формула 1, провежда се на 3 октомври 1976 година на пистата Моспорт, Боуманвил в Канада.

## Репортаж
Голямата награда на Канада не се проведе през сезон 1975 във Формула 1, поради неразбирателство с ФОКА относно наградните фондове. Проблемите обаче са решени и Гран При-то отново се завърна в календара за сезон 1976. Ферари участват с Ники Лауда и Клей Регацони (който от сезон 1977 във Формула 1 ще бъде заменен от Карлос Ройтеман), което леко раздразни световния шампион. В Брабам, Бърни Екълстоун продължи с назначаването на заместници за аржентинския пилот като Лари Пъркинс е следващия, който ще партнира на Карлос Паче за последните три състезания за сезона. Волф Уилямс участват с двама пилоти за първи път след ГП на Франция 1976 като Крис Еймън е нает за съотборник на Артуро Мерцарио. Макларън решиха да оставят новия M26 болид в Англия, докато в Лотус се носеха слухове че отборът ще пусне в употреба новия Лотус 78, но Колин Чапман обяви че ще продължи със 77 за остатъка от сезона.

### Квалификация
Джеймс Хънт отново е в добра форма и спечели пола с четири десети по-бърз от Рони Петерсон. Виторио Брамбила потвърди чудесното си представяне в квалификациите с трето време пред Патрик Депайе, Марио Андрети, Лауда, Джоди Шектър (обявен за пилот на Волф от сезон 1977), Ханс-Йоахим Щук, Жак Лафит и Йохен Мас. Харалд Ертъл и Еймън бяха въвлечени в тежък инцидент и двамата отпаднаха от по-нататъшно участие както и твърде бавния Ото Щупахер.

### Състезание
Както е и в Холандия и в Италия новата стартова процедура е отново в употреба, но Гунар Нилсон не успя да потегли и загуби почти обиколка, преди да хване края на групата със състезателна скорост. Петерсон потегли по-добре от Хънт, който обаче не остави Марч-а да се откъсне. В осмата обиколка болида на шведа отново му създаде проблеми, което даде шанс на Хънт да го изпревари в деветата обиколка. След като Макларън-а се откъсна напред Депайе настигна Петерсон, но му отне четири обиколки за да изпревари Петерсон, следвани от Андрети и Шектър. Пъркинс загуби контрол върху Брабам-а и се озова на опашката, докато Мерцарио излезе от трасето и аут от състезанието.
Лауда е следващият който изпревари Марч-а на Петерсон в 18-а обиколка, но Регацони се мъчеше да изпревари Паче. Щук оцеля след завъртане причинено от лошото управление на неговия Марч, а Емерсон Фитипалди спря за смяна на една от гумите. Депайе започна да атакува Хънт в 20-а обиколка и в 30-а изяде две секунди от преднината на Хънт. Андрети е на самотната трета позиция пред Шектър и Лауда, докато Регацони успя да изпревари Паче. Щук стана следващия отпаднал от надпреварата с продължаващите проблеми по управлението следвани от Фитипалди със счупен ауспух и Лафит с проблем в горивното налягане в опит да изпревари Петерсон.
Лауда също имаше проблеми, след като част от задното му окачване се откъсна причинявайки нестабилност на болида в правите. Това даде шанс на Мас, Регацони и Паче да минат пред австриеца, докато Петерсон вече имаше зад гърба си Джон Уотсън и Том Прайс (който е пред Пенске-то преди съотборника му в Шадоу, Жан-Пиер Жарие да блокира уелсеца, което даде шанс на северно-ирландеца да го задмине). Депайе продължи с атаките срещу Хънт, преди теч в горивото на неговия Тирел да принуди французина да намали скоростта.
Така Хънт победи с шест секунди пред Депайе като с това англичанина си върна загубените точки в Англия, след дисквалификацията му в септември. Андрети за втори път се класира на подиума пред Шектър и Мас. Екълстоун протестира позицията на Регацони, заради инцидент между швейцареца и Паче с надеждата бразилеца да бъде класиран шести, но стюардите обявиха инцидента за изцяло състезателен и Клей запази шестата позиция. Лауда завърши последен пълната дистанция на осма позиция пред Петерсон, Уотсън, Прайс, Нилсон, Джаки Икс, Брамбила, Брет Лънгър, Алън Джоунс, Пъркинс, Жарие, Анри Пескароло и Гай Едуардс.

## Класиране
| Поз | No | Пилот             | Конструктор       | Обиколки | Време/Отпадане      | Място | Точки |
| --- | -- | ----------------- | ----------------- | -------- | ------------------- | ----- | ----- |
| 1   | 11 | Джеймс Хънт       | Макларън-Форд     | 80       | 1:40:09.626         | 1     | 9     |
| 2   | 4  | Патрик Депайе     | Тирел-Форд        | 80       | + 6.331             | 4     | 6     |
| 3   | 5  | Марио Андрети     | Лотус-Форд        | 80       | + 10.366            | 5     | 4     |
| 4   | 3  | Джоди Шектър      | Тирел-Форд        | 80       | + 19.745            | 7     | 3     |
| 5   | 12 | Йохен Мас         | Макларън-Форд     | 80       | + 41.811            | 11    | 2     |
| 6   | 2  | Клей Регацони     | Ферари            | 80       | + 46.256            | 12    | 1     |
| 7   | 8  | Карлос Паче       | Брабам-Алфа Ромео | 80       | + 46.472            | 10    |       |
| 8   | 1  | Ники Лауда        | Ферари            | 80       | + 1:12.957          | 6     |       |
| 9   | 10 | Рони Петерсон     | Марч-Форд         | 79       | + 1 Об.             | 2     |       |
| 10  | 28 | Джон Уотсън       | Пенске-Форд       | 79       | + 1 Об.             | 14    |       |
| 11  | 16 | Том Прайс         | Шадоу-Форд        | 79       | + 1 Об.             | 13    |       |
| 12  | 6  | Гунар Нилсон      | Лотус-Форд        | 79       | + 1 Об.             | 15    |       |
| 13  | 22 | Джеки Икс         | Инсайн-Форд       | 79       | + 1 Об.             | 16    |       |
| 14  | 9  | Виторио Брамбила  | Марч-Форд         | 79       | + 1 Об.             | 3     |       |
| 15  | 18 | Брет Лънгър       | Съртис-Форд       | 78       | + 2 Об.             | 22    |       |
| 16  | 19 | Алън Джоунс       | Съртис-Форд       | 78       | + 2 Об.             | 20    |       |
| 17  | 7  | Лари Пъркинс      | Брабам-Алфа Ромео | 78       | + 2 Об.             | 19    |       |
| 18  | 17 | Жан-Пиер Жарие    | Шадоу-Форд        | 77       | + 3 Об.             | 18    |       |
| 19  | 38 | Анри Пескароло    | Съртис-Форд       | 77       | + 3 Об.             | 21    |       |
| 20  | 25 | Гай Едуардс       | Хескет-Форд       | 75       | + 5 Об.             | 23    |       |
| Отп | 26 | Жак Лафит         | Лижие-Матра       | 43       | Налягане-масло      | 9     |       |
| Отп | 30 | Емерсон Фитипалди | Фитипалди-Форд    | 41       | Ауспух              | 17    |       |
| Отп | 34 | Ханс-Йоахим Щук   | Марч-Форд         | 36       | Управление          | 8     |       |
| Отп | 20 | Артуро Мерцарио   | Волф-Уилямс-Форд  | 11       | Инцидент            | 24    |       |
| НСт | 24 | Харалд Ертъл      | Хескет-Форд       |          | Инцидент-тренировка |       |       |
| НСт | 21 | Крис Еймън        | Волф-Уилямс-Форд  |          | Инцидент-тренировка |       |       |
| НКв | 39 | Ото Щупахер       | Тирел-Форд        |          |                     |       |       |

## Класиране след състезанието
| Поз | Пилот         | Точки |
| --- | ------------- | ----- |
| 1   | Ники Лауда    | 64    |
| 2   | Джеймс Хънт   | 56    |
| 3   | Джоди Шектър  | 43    |
| 4   | Патрик Депайе | 33    |
| 5   | Клей Регацони | 29    |
| 6   | Джон Уотсън   | 19    |
| 7   | Жак Лафит     | 18    |
| 8   | Марио Андрети | 13    |

| Поз | Конструктор   | Точки   |
| --- | ------------- | ------- |
| 1   | Ферари        | 77      |
| 2   | Макларън-Форд | 61 (62) |
| 3   | Тирел-Форд    | 59      |
| 4   | Лижие-Матра   | 20      |
| 5   | Лотус-Форд    | 20      |
| 6   | Пенске-Форд   | 19      |
| 7   | Марч-Форд     | 17      |
| 8   | Шадоу-Форд    | 10      |